# فرودگاه ویلینا
فرودگاه ویلینا (به انگلیسی: Vilhena Airport) (به زبان بومی: Aeroporto Brigadeiro Camarão) یک فرودگاه همگانی مسافربری با کد یاتا BVH است که یک باند فرود آسفالت دارد و طول باند آن ۲۶۰۰ متر است. این فرودگاه در کشور برزیل قرار دارد و در ارتفاع ۶۱۵ متری از سطح دریا واقع شده است.

## شرکت‌های هواپیمایی و مقصدهای پروازی
| شرکت‌های هواپیمایی     | مقصدهای پروازی                            |
| --------------------- | ----------------------------------------- |
| آزول برزیلین ایرلاینز | ککول، مارشال روندو، ژی-پارانا، پورتو وییو |